# Campo San Basegio
Campo San Basegio è un campo di Venezia, ubicato nel sestiere di Dorsoduro, in un'area compresa tra l'estremità occidentale della fondamenta delle Zattere e Campo San Sebastian.

## Architetture

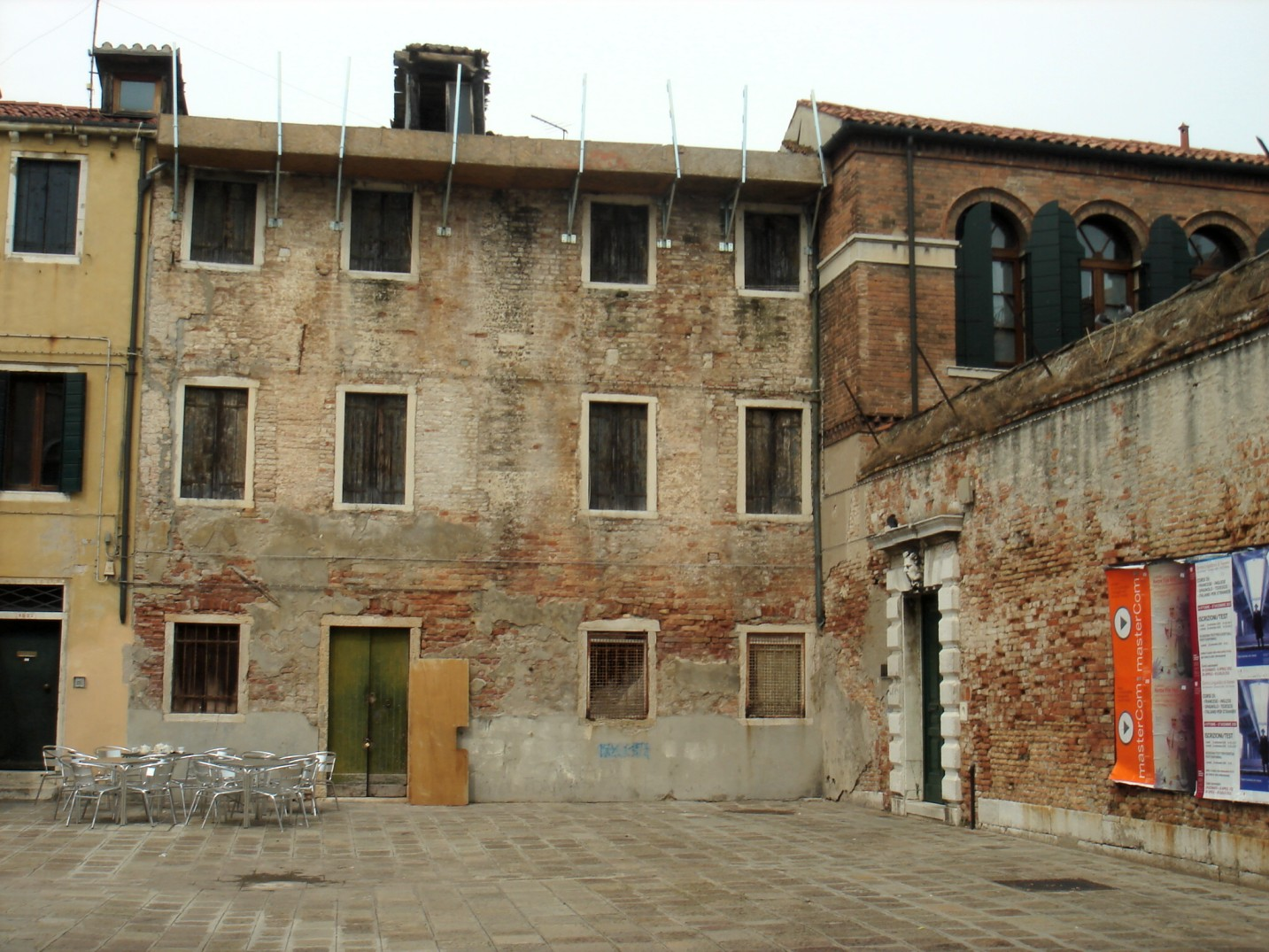
Angolo nord-est di Campo San Basegio

Campo San Basegio deve il suo nome al fatto che anticamente qui sorgeva la chiesa di San Basegio, abbattuta nel 1824.
Sul lato sud, da dove il campo è collegato alle Zattere tramite la calle del Vento, sorge il grande Palazzo Molin a San Basegio, con la sua facciata posteriore cinquecentesca, caratterizzata da quattro trifore.
Sul lato ovest il campo è chiuso da un muretto che dà sul rio di San Sebastiano e guarda sulla Stazione Marittima, estremità orientale dell'area del porto di Venezia.
Sul lato nord, dove comincia la fondamenta San Basegio, che conduce verso San Sebastiano, sorgono delle vecchie palazzine di tre piani.
Infine il lato est è occupato da un alto muro con portale con cornice a bugnato e mascherone, racchiudente un cortile: luogo ove sorgeva, la Scuola degli Acquaroli, confraternita incaricata del rifornimento dell'acqua potabile, di cui questo muro è la sola reliquia.